# Hautot père et fils
Hautot père et fils est une nouvelle de Guy de Maupassant parue en 1889.

## Historique
Hautot père et fils est initialement publiée  dans L'Écho de Paris du 5 janvier 1889, puis dans le recueil  La Main gauche en 1889.

## Résumé
Hautot père est un riche paysan Normand victime d'un accident de chasse, qui avant de mourir révèle sa double vie à son fils et lui demande de prendre soin de sa maîtresse et de l'enfant qu'il a eu d'elle. 

## Éditions
- 1889 -  Hautot père et fils, dans L'Écho de Paris
- 1889 -  Hautot père et fils, dans La Vie populaire du 24 avril 1889
- Editions Larousse[pas clair]
- 1889 -  Hautot père et fils, dans La Main gauche, recueil paru en 1889 chez l'éditeur  Paul Ollendorff
- 1979 -  Hautot père et fils, dans Maupassant, Contes et nouvelles, tome II, texte établi et annoté par Louis Forestier, Bibliothèque de la Pléiade, éditions Gallimard.

## Adaptation
- 2007 : Dans le cadre des soirées Chez Maupassant sur France 2